# Friedrich Apfelstedt

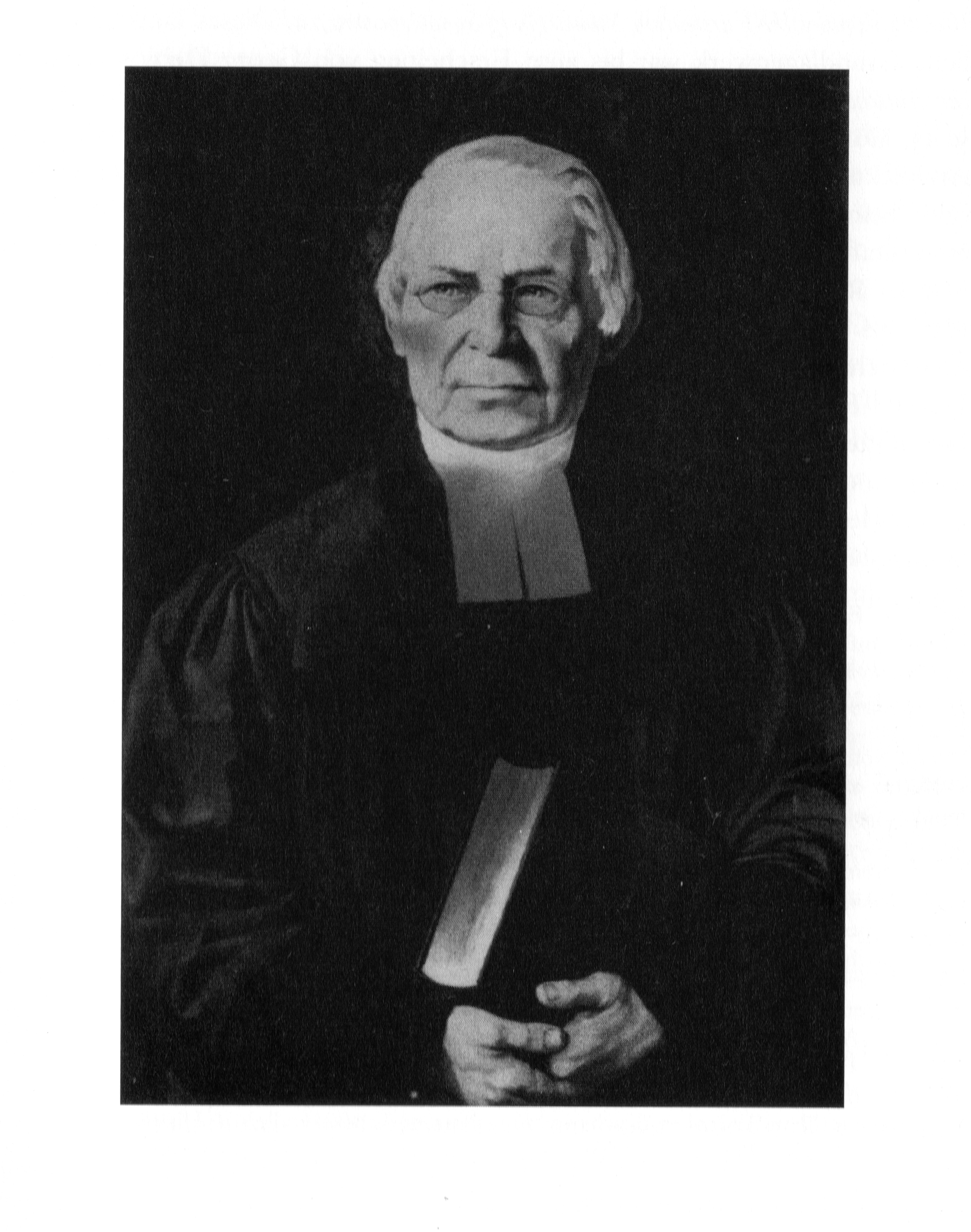
Friedrich Apfelstedt, vor 1880

Heinrich Friedrich Theodor Apfelstedt (* 20. November 1811 in Wiedermuth; † 12. Januar 1892 in Sondershausen) war ein deutscher Lehrer, evangelisch-lutherischer Pfarrer und Heimatforscher im Fürstentum Schwarzburg-Sondershausen.

## Leben

### Kindheit und Ausbildung
Friedrich Apfelstedt war ein Sohn des Lehrers Johann Friedrich Carl Apfelstedt und seiner Gattin Johanna Dorothea Marie (geb. Klee). Von 1825 bis 1827 besuchte er die Schule in Greußen und von 1827 bis 1832 das Gymnasium in Mühlhausen. Von Ostern 1832 bis Herbst 1834 studierte er in Jena Theologie. Seine Examen absolvierte er 1835 und 1844 in Sondershausen.

### Beruflicher Werdegang und Wirken
Zunächst wurde Apfelstedt 1835 Hauslehrer und Lehrer an einer Privatschule in Ebeleben. Im Schuljahr 1842/1843 wurde er als Hilfslehrer am Gymnasium Sondershausen angestellt; im Jahr darauf ging er an die daraus ausgegliederte Realschule. Dort wurde er im Oktober 1845 zum Collaborator befördert. Ostern 1852 veröffentlichte er im Programm seiner Schule einen Auszug aus einem heimatgeschichtlichen Manuskript, das er in den letzten vier Jahren nicht hatte weiterführen können. 
Neben der Schule veranstaltete er von 1848 bis 1851 jeweils im Herbst eine „Fortbildungsschule“ (eine frühe Form von Berufsschule), deren Entwicklung die Landesregierung angeregt hatte.

Apfelstedts Publikation im Alterthumsverein 1886

Außerdem war er 1845–1848 als Zuchthausprediger und Katechet an St. Crucis und Hilfsprediger an St. Trinitatis in Sondershausen tätig und wurde im Februar 1849 als Diakon ordiniert. Er gehörte zu den Geistlichen, von denen die Predigten in der Stadtkirche (jeden Sonntag) und in der Schlosskirche (in größeren Abständen) gehalten wurden.
Seine Tätigkeiten in Sondershausen fanden 1852 ein Ende, nachdem er während der Verhandlungen um die fürstliche Ehescheidung zusammen mit anderen Sondershäuser Bürgern Sympathie für die Fürstin Mathilde bekundet hatte. Der Fürst versetzte ihn in die Pfarrstelle von Großfurra, wo er am 3. Oktober 1852 als Vikar eingeführt wurde. Dort blieb er, ab April 1855 als Pfarrer, bis zu seinem erbetenen Ruhestand am 1. Oktober 1880.
Trotz dieser Misshelligkeiten wurde Apfelstedt Ende 1852 in das Gründungsgremium für den Fürstlichen Verein für deutsche Geschichts- und Altertumskunde berufen und am 28. Mai 1853 förmlich als ordentliches Mitglied verpflichtet;  er blieb es bis zum Lebensende. Für den Alterthumsverein und mit dessen Unterstützung wurde er vor allem durch eine Reihe grundlegender Publikationen wirksam. Mit den Heften der Heimathskunde 1854–1856 führte er seine frühere Arbeit vertieft weiter; die Arbeiten aus den 1880er Jahren waren für lange Zeit maßstabsetzend.
Nach 1880 zog Apfelstedt zurück nach Sondershausen. Im Juni 1882 wurde er zum Leiter des Landesarchivs berufen. Er entwickelte eine neue sachgemäße Ordnung für das umfangreiche Archiv, die eine tragfähige Grundlage für seine Nachfolger wurde.

### Familie
In Ebeleben heiratete er am 26. März 1845 Dorothea Wilhelmine Caroline Hupe (* 23. August 1819 in Ebeleben; † 26. Juli 1899 in Sondershausen), Tochter des Kaufmanns Johann Conrad Hupe aus Ebeleben und seiner Gattin Johanne Henriette Wilhelmine (geb. Ulm). Mit ihr hatte er sieben Kinder, die in Sondershausen bzw. (nach 1852) in Großfurra geboren wurden:
- Victor Wilhelm (1846–1847)
- Max Wilhelm (1847–1935), Pfarrer in Ebeleben und Greußen
- Paul Alexander (* 1849)
- Helene Auguste Louise (1851–1884) ⚭ Großfurra 1871 Günther Christian Friedrich Preuß, Lehrer in Ebeleben
- Ernst Otto (1853–1937), Pfarrer in Rohnstedt und Dresden
- Marie Therese (* 1856)
- Berthold Friedrich Hermann (1859–1882[16]), Philologe

## Werke
- Die Einführung der Reformation Luthers in den Schwarzburgischen Landen, mit Andeutungen christlicher Anfänge daselbst. Sondershausen 1841. Digitalisat.
- Ein Bruchstück der Heimathskunde Schwarzburgs. In der Einladungsschrift Zu den öffentlichen Prüfungen der Real-, der höheren Mädchen- und der Bürgerschule, welche den 25., 26., 27. und 31. März 1852 Statt finden werden, ladet ehrerbietigst ein der Director G. F. C. Hölzer. Sondershausen o. J., S. 2–21.
- Heimathskunde für die Bewohner des Fürstenthums Schwarzburg-Sondershausen. 3 Hefte. Sondershausen. Erstes Heft. (Geographie der Unterherrschaft.) 1854. Zweites Heft. (Geographie der Oberherrschaft.) 1856. Drittes Heft. (Geschichte des Fürstlich-Schwarzburgischen Hauses.) 1856.
- Notiz über das Wappen der Herren von Schlotheim. In Zeitschrift des Vereins für thüringische Geschichte und Alterthumskunde. 3. Band, 1859. S. 224f.
- Ergänzungen und Nachträge zu der Stammtafel des kevernburg-schwarzburgischen Hauses als Supplement zum dritten Teile der Heimatskunde: „Geschichte des Fürstlich-Schwarzburgischen Hauses“. Sondershausen 1883. Digitalisat.
- Beschreibende Darstellung der älteren Bau- und Kunstdenkmäler des Fürstenthums Schwarzburg-Sondershausen. Unter den Auspicien der Fürstl. Staatsregierung herausgegeben vom Fürstl. Schwarzburg. Alterthumsverein. Erstes Heft: Die Unterherrschaft. Sondershausen 1886. Zweites Heft: Die Oberherrschaft. ebenda 1887. Digitalisat. (Neudrucke 1993, ISBN 3861620138 und 1991, ISBN 3861620073.)
- Das Haus Kevernburg-Schwarzburg von seinem Ursprunge bis auf unsere Zeit. Dargestellt in den Stammtafeln seiner Haupt- und Nebenlinien und mit biographischen Notizen über die wichtigsten Glieder derselben. Sondershausen 1890. Digitalisat. (Neudruck 1996, ISBN 3910132294.)

## Nachweise
1. ↑  Vgl. Verzeichnis der Studirenden Jena, No. 16 (SS 1834), Nr. 7.
2. ↑  Vgl. Zeitschrift für die Alterthumswissenschaft 1. Jg., 1843, Spalte 616 und 2. Jg., 1844, Spalte 528.
3. ↑  Fürstlich Schwarzb. Regierungs- und Intelligenz-Blatt vom 1. November 1845, S. 405; auch Programm zu den öffentlichen Prüfungen der Real-, der höhern Mädchen- und der Bürgerschule der Residenzstadt Sondershausen. Ostern 1848, S. 27.
4. ↑  Schönemann 1847. Vgl. Apfelstedts Aufrufe und die Mahnung des Stadtrats im Fürstlich Schwarzb. Regierungs- und Intelligenz-Blatt vom 7. Oktober 1848, S. 427, 7. Februar 1850, S. 61f., 28. September 1850, S. 407, 13. September 1851, S. 269.  (Für die spätere Entwicklung vgl. die Extrabeilage zum Fürstlich Schwarzb. Regierungs- und Intelligenz-Blatt 1856 Nr. 46.)
5. ↑  Fürstlich Schwarzb. Regierungs- und Intelligenz-Blatt vom 28. Juni 1845, S. 253.
6. ↑  Vgl. z. B. die Ankündigung im Fürstlich Schwarzb. Regierungs- und Intelligenz-Blatt vom 3. April 1852, S. 130.
7. ↑  So berichtet es Hirschler (S. 106f.). Ihm soll das Predigen in der Schlosskirche untersagt worden sein.
8. ↑  Fürstlich Schwarzb. Regierungs- und Intelligenz-Blatt vom 14. August 1852, S. 284.
9. ↑  Fürstlich Schwarzb. Regierungs- und Intelligenz-Blatt vom 7. April 1855, S. 165.
10. ↑  Regierungs- und Nachrichtsblatt für das Fürstenthum Schwarzburg-Sondershausen vom 30. September 1880, S. 469.
11. ↑  Fürstlich Schwarzb. Regierungs- und Intelligenz-Blatt vom 4. Juni 1853, S. 239.
12. ↑  Regierungs- und Nachrichtsblatt für das Fürstenthum Schwarzburg-Sondershausen vom 6. Juni 1882, S. 265. Bis dahin wurde das Archiv von dem Stellvertretenden Archivar Kanzleirat Günther Setzepfand geleitet (Adressbuch Sondershausen 1882 S. 66 und 55).
13. ↑  Grandke und Stewing S. 67–69.
14. ↑  Todesanzeige in Der Deutsche. Sondershäuser Tageblatt 1899 Nr. 174.
15. ↑  Heiratsanzeige in Fürstlich Schwarzb. Regierungs- und Intelligenz-Blatt vom 29. März 1845, S. 131.
16. ↑  Todesanzeige in Der Deutsche 1882 Nr. 5.
17. ↑  Diese Biographie, signiert mit „J.L.“ (d. h., Jochen Lengemann), ist weitgehend textgleich mit Lengemann 2003.

| Personendaten    | Personendaten                                                   |
| ---------------- | --------------------------------------------------------------- |
| NAME             | Apfelstedt, Friedrich                                           |
| ALTERNATIVNAMEN  | Apfelstedt, Heinrich Friedrich Theodor (vollständiger Name)     |
| KURZBESCHREIBUNG | deutscher Pfarrer (evangelisch-lutherischer) und Heimatforscher |
| GEBURTSDATUM     | 20. November 1811                                               |
| GEBURTSORT       | Wiedermuth                                                      |
| STERBEDATUM      | 12. Januar 1892                                                 |
| STERBEORT        | Sondershausen                                                   |